# Chugai Pharmaceuticals

Logo

Chugai Pharmaceutical Co., Ltd. (jap. 中外製薬) – jeden z największych japońskich koncernów farmaceutycznych. 51,5% udziałów firmy należy do Hoffmann-La Roche. Koncern powstał w marcu 1943 roku.